# Ronald M. Sega
Ronald Michael Sega, född 4 december 1952 i Ohio, är en amerikansk astronaut uttagen i astronautgrupp 13 den 17 januari 1990.
Han var tidigare gift med den amerikanska astronauten Bonnie J. Dunbar.

## Rymdfärder
- STS-60
- STS-76